# Sandra Haynie
Sandra Jane Haynie, född 4 juni 1943 i Fort Worth, Texas, är en amerikansk professionell golfspelare.
Haynie började att spela golf vid 11 års ålder. Hon blev professionell 1961 och vann 42 tävlingar på LPGA-touren, däribland fyra majors. Hon slutade bland de tio bästa på penninglistan varje år mellan 1963 och 1975 samt den fjortonde och sista gången 1982. Hennes bästa placering på penninglistan var tvåa vilket hon lyckades med fem gånger. Hennes sista hela säsong på touren var 1989.
Sandra drabbades av reumatism när hon var 33 år och åren 1982 - 1992 ledde hon arrangemanget av tävlingen Swing Against Arthritis där allt överskott gick till en nationell fond för reumatism.

## Meriter

### Majorsegrar
- 1965 LPGA Championship
- 1974 LPGA Championship, US Womens Open
- 1982 du Maurier Classic

### LPGA-segrar
- 1962 Austin Civitan Open, Cosmopolitan Open
- 1963 Phoenix Thunderbird Ladies Open
- 1964 Baton Rouge Ladies' Open Invitational, Las Cruces Ladies' Open
- 1965 Cosmopolitan Open
- 1966 Buckeye Savings Invitational, Glass City Classic, Alamo Ladies' Open, Pensacola Ladies Invitational
- 1967 Amarillo Ladies' Open, Mickey Wright Invitational
- 1968 Pacific Ladies Classic
- 1969 Shreveport Kiwanis Club Invitational, St. Louis Women's Invitational, Ladies' Supertest Open
- 1970 Raleigh Ladies Invitational, Shreveport Kiwanis Invitational
- 1971 Burdines Invitational, Dallas Civitan Open, San Antonio Alamo Open, Len Immke Buick Open
- 1972 National Jewish Hospital Open, Quality First Classic, Lincoln-Mercury Open
- 1973 Orange Blossom Classic, Charity Golf Classic, Lincoln-Mercury Open
- 1974 Lawson's LPGA Open, George Washington Classic, National Jewish Hospital Open, Charity Golf Classic
- 1975 Naples Lely Classic, Charity Golf Classic, Jacksonville Ladies Open, Greater Ft. Myers Classic
- 1981 Henredon Classic
- 1982 Rochester International, Peter Jackson Classic

### Utmärkelser
- 1970 Rolex Player of the Year
- 1977 World Golf Hall of Fame
- 1984 Texas Golf Hall of Fame
- 1999 Women's Sports Foundation International Hall of Fame